# Муракумо (1929)
Муракумо (Murakumo, яп. 叢雲) — ескадрений міноносець Імперського флоту Японії, який взяв участь у Другій світовій війні.
Корабель, який став п'ятим серед есмінців типу «Фубукі», спорудили у 1929 році на верфі Fujinagata в Осаці.
На момент вступу Японії до Другої світової війни «Муракумо» належав до 12-ї дивізії ескадрених міноносців, яка 26 листопада 1941-го прибула з Японії до порту Самах (острів Хайнань). 4 грудня «Муракумо» та ще 9 есмінців і легкий крейсер вийшли з Самаху супроводжуючи 18 транспортів з військами для висадки на півострові Малакка. Через кілька діб на підході до півострова конвой розділився на 4 загони, які попрямували для висадки у Сурат-Тані і Патані, Сінгорі (все — Сіам) та Кота-Бару (британська Малая), при цьому «Муракумо» та ще 3 есмінці забезпечували висадку у Сінгорі. Висадка успішно відбулася в ніч проти 8 грудня (тобто одночасно з нападом на Перл-Гарбор — але по іншу сторону лінії зміни дат), а 11 грудня «Муракумо» прибув до бухти Камрань (центральна частина узбережжя В'єтнаму).
13 грудня 1941-го «Муракумо» разом зі ще 2 есмінцями та легким крейсером розпочав супроводження загону транспортів, що везли десант до центру нафтовидобутку Мірі на північно-західному узбережжі Борнео (додаткове прикриття забезпечував загін із 2 важких крейсерів у ескорті 2 есмінців). Висадка відбулася в ніч проти 16 грудня та доволі швидко завершилась успіхом.
22 грудня 1941-го «Муракумо» разом зі ще одним есмінцем (один був потоплений біля Мірі нідерландською авіацією) та легким крейсером почав супроводження конвою транспортів до Кучінга (інший центр нафтовидобутку на тому ж узбережжі Борнео за кілька сотень кілометрів на південний захід від Мірі). Висадка в Кучінгу відбулася в ніч проти 24 грудня і через якийсь час після неї «Муракумо» пройшов назад до Камрані.
На початку січня 1942-го «Муракумо» разом зі ще одним есмінцем виходив з Камрані для супроводу трьох важких крейсерів, які прикривали проходження Третього Малайського конвою. Останній віз підкріплення з Формози до півострова Малакка та прибув до Сінгори 8 січня.
16—19 січня 1942-го ескадра, до якої належав «Муракумо», виходила з Камрані для супроводу 5 важких та 3 легких крейсерів. Такі дії пояснювались отриманням японським командуванням хибних даних про прибуття до Сінгапуру чергового британського лінкора.
Наприкінці місяця «Муракумо» разом зі ще одним есмінцем та легким крейсером залучили до прикриття загону із 2 транспортів, які 30 січня 1942-го вийшли із Сайгону (наразі Хошимін на півдні В'єтнаму) та 2 лютого доправили японські війська на західне узбережжя острова Борнео в Ледо. «Муракумо» перебував у районі висадки до 9 лютого, коли пройшов до островів Анамбас (дві з половиною сотні кілометрів на північний схід від Сінгапура), де була тимчасова передова база японського флоту.
Невдовзі корабель залучили до операції зі вторгнення на захід Яви. 18 лютого з Камрані вийшли 56 транспортів, при цьому первісно їх безпосередній ескорт складався з легкого крейсера та 10 есмінців. 21 лютого в районі островів Анамбас до них приєднались ще один легкий крейсер та 5 есмінців, і в тому числі «Муракумо». На підході до Яви конвой розділився на три основні загони, які рушили до визначених їм пунктів висадки. «Муракумо» разом з 5 іншими есмінцями прикривали операцію в Мерак (східне узбережжя Зондської протоки за сотню кілометрів на захід від Батавії). Висадка відбулася в ніч проти 1 березня та пройшла на цій ділянці без ускладнень (а от основний загін, що прикривав десант у розташованій дещо на схід затоці Бантам, атакували ворожі крейсери, які намагались вирватись у Індійський океан після поразки в битві у Яванському морі — зіткнення, відоме як бій у Зондській протоці).
Того ж 1 березня 1942-го до Індійського океану спробував пройти нідерландський есмінець HNLMS Evertsen. З нього бачили сполохи бою в Зондській протоці і спробували обійти район зосередження ворожих сил. Втім, у якийсь момент Evertsen наштовхнувся на японські кораблі, що прикривали висадку в Мераку (останній лежить ближче до власне Зондської протоки, ніж затока Бантам). «Муракумо» разом з есмінцем «Сіракумо» вступили у бій з ворожим кораблем та пошкодили його. HNLMS Evertsen викинувся на берег острова Себуку (в Зондській протоці ближче до Суматри), після чого на ньому здетонував боєзапас.
Наступною операцією для «Муракумо» стало узяття під контроль північної Суматри. Цього разу він разом з 3 іншими есмінцями охороняв загін із 5 важких крейсерів, який 9 березня 1942-го вийшов з Сінгапуру для дистанційного прикриття транспортної групи. 12 березня відбулось успішне десантування, а 14 березня «Муракумо» разом зі ще одним есмінцем прибули як ескорт важкого крейсера «Тьокай» до Пенангу (західне узбережжя півострова Малакка).
20 березня 1942-го ті самі крейсери під прикриттям «Муракумо» і ще 3 есмінців вийшли для дистанційного прикриття висадки на Андаманських островах у Порт-Блер, яка відбулась 23 числа, після чого 26 березня загін прибув до Мергуй (наразі М'єй на східному узбережжі Андаманського моря).
Тим часом японське ударне авіаносне з'єднання вийшло в Індійський океан та попрямувало для удару по Цейлону. Північніше у Бенгальській затоці проти судноплавства мали діяти легкий авіаносець та 5 крейсерів з Мергуй. 1 квітня 1942-го «Муракумо» та 3 есмінці почали супроводжувати останній загін, проте 3 квітня їх замінили іншими кораблями такого ж класу. Після цього до завершення операції «Муракумо» патрулював біля Порт-Блер, а потім прибув до Сінгапуру. 13—22 квітня 1942-го «Муракумо» прямував до Куре, де пройшов доковий ремонт.
Під час мідвейської операції «Муракумо» разом зі ще 8 есмінцями та легким крейсером охороняв загін адмірала Ямамото, головну силу якого становили 3 лінкори. Це з'єднання в підсумку так і не вступило в бій, оскільки йшло на значній відстані за ударною авіаносною групою, яка 4 червня зазнала катастрофічної поразки в битві при Мідвеї. 14 червня кораблі з'єднання прибули до Японії.
30 червня 1942-го «Муракумо» разом зі ще 9 есмінцями та легким крейсером полишив Внутрішнє Японське море та 2 липня прибув на Амаміосіму (архіпелаг Рюкю). 15 липня цей загін рушив до Південно-Східної Азії, маючи за мету передусім взяти участь у новому рейді до Індійського океану, що готувався японським командуванням. Кораблі пройшли через Сінгапур, зайшли до Сабангу (острівець біля північного завершення Суматри), а 31 липня прибули до Мергуй. За добу до того сюди прибули з Японії 2 важкі крейсери в супроводі іншої групи есмінців, крім того, до Мергую збирались кораблі, що вже були в регіоні. Втім, через тиждень союзники висадились на сході Соломонових островів, що започаткувало шестимісячну битву за Гуадалканал та змусило японське командування перекидати сюди підкріплення. Як наслідок, рейд до Індійського океану скасували, а більшість зібраних для цього сил спрямували до Океанії.
8 серпня 1942-го дивізія «Муракумо» полишила Мергуй. На відміну від передового загону, що поспішив для підсилення головних сил зібраного у Океанії угруповання, вона 17 серпня зайшла до Давао, звідки рушила 19 числа, ескортувавши конвой з військами. 23 серпня загін зайшов на атол Трук у центральній частині Каролінських островів (тут ще до війни створили потужну базу японського ВМФ, з якої до лютого 1944-го провадились операції у цілому ряді архіпелагів). 25—27 серпня «Муракумо» та 3 інші есмінці пройшли до Рабаула — головної передової бази в архіпелазі Бісмарка, з якої здійснювались операції на Соломонових островах та сході Нової Гвінеї.
У наступній операції «Муракумо» діяв окремо від інших кораблів своєї дивізії. Якщо останні одразу залучили до операцій на Гуадалканалі, то «Муракумо» спершу взяв участь у забезпеченні десанту до Мілн-Бей на південно-східному завершенні Нової Гвінеї, куди він здійснив рейс 28—29 серпня 1942-го. Втім, з Мілн-Бей есмінець попрямував на якірну стоянку Шортленд — прикриту групою невеликих островів Шортленд акваторія біля південного завершення острова Бугенвіль, де зазвичай відстоювались бойові кораблі та перевалювались вантажі для відправлення далі на схід Соломонових островів.
1—2 вересня 1942-го «Муракумо» разом зі ще одним есмінцем супроводжували два транспорти, які доставили баржі з Шортленду до Гізо (острів у центральній частині Соломонових островів, за три сотні кілометрів на північний схід від Гуадалканалу), а потім повернулись назад. 4—5 вересня «Муракумо» та ще 5 есмінців доставили на Гуадалканал тисячу бійців і під час цього ж рейсу потопили два американські швидкохідні транспорти (колишні есмінці). 7, 11 та 15 вересня «Муракумо» знову виходив до острова із транспортними місіями, а 18 вересня — для охорони інших кораблів, що доправляли підкріплення та вантажі. Крім того, 13 вересня «Муракумо» разом із двома іншими есмінцями ходив на Гуадалканал для артилерійської підтримки наступу, відомого як битва за хребет Едсона.
Транспортні рейси тривали й у жовтні 1942-го, при цьому «Муракумо» виходив до Гуадалканалу 1, 4 та 7 жовтня. 11 жовтня транспортна група із 2 гідроавіаносців та 6 есмінців, серед яких був і «Муракумо», рушила в черговий рейс до Гуадалканалу. Під час розвантаження інший японський загін із 3 важких крейсерів та 2 есмінців вступив у невдале зіткнення з ворожими силами, відоме як бій біля мису Есперанс. Як наслідок, чотири есмінці транспортної групи дістали нові завдання — допомогти постраждалому загону прикриття, при цьому «Муракумо» та «Сіраюкі» відрядили для порятунку вцілілих з важкого крейсера «Фурутака». Вдень 12 жовтня японські кораблі стали цілями для ворожої авіації, «Муракумо» зазнав значних пошкоджень внаслідок прямого влучання торпеди та бомби, а також трьох близьких вибухів. Корабель втратив здатність до маневрування й у підсумку «Сіраюкі» зняв з нього екіпаж та добив торпедою. В останньому бою загинуло 22 моряки з екіпажу «Муракумо».